# Conyza ruwenzoriensis
Conyza ruwenzoriensis là một loài thực vật có hoa trong họ Cúc. Loài này được (S.Moore) R.E.Fr. mô tả khoa học đầu tiên năm 1916.